# Ausgrauen

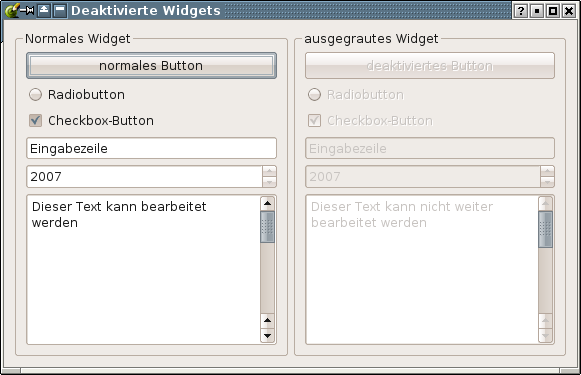
Beispiel für ausgegraute Steuerelemente (englisch widgets) gegenüber normalen Steuerelementen

Das Ausgrauen (aus englisch to gray out) ist ein Begriff aus der Gestaltung grafischer Benutzeroberflächen.

## Weitere Einzelheiten
In der Softwareentwicklung ist das Ausgrauen eine weit verbreitete Technik, um Steuerelemente wie beispielsweise Schaltflächen oder Menüeinträge zu kennzeichnen, die im jeweiligen Zusammenhang ungültig und daher abgeschaltet (oder deaktiviert) sind, also nicht ausgewählt (beispielsweise angeklickt) werden können.
Um das Ausgrauen zu erreichen, wird grundsätzlich die Farbsättigung des jeweiligen Steuerelementes verringert, teilweise auch der Hell-Dunkel-Kontrast so stark, dass es die Wirkung eines „Grauschleiers“ hat und deutlich unauffälliger wird. In modernen Entwicklungsumgebungen ist ein derartiges Ausgrauen durch einfaches Anwählen der zugehörigen Einstellungen möglich.
Der Benutzer kann weiterhin erkennen, welche Befehle grundsätzlich möglich wären, wird aber nicht durch gegenwärtig unwichtige abgelenkt. Im Gegensatz zum alternativen Ausblenden unbenutzbarer Steuerelemente wirkt es ruhiger, wenn sich die Anordnung der Steuerelemente auf dem Bildschirm nicht ändert.
Ein ähnliches Verfahren ist das [farbliche] Hervorheben (englisch highlighting) aktiv angewählter Elemente.
Weitere Abblendeffekte sind inaktive Fenster und die Änderung der Lichtdurchlässigkeit (englisch transparency) beim Ziehen und Ablegen.